# Netturbino

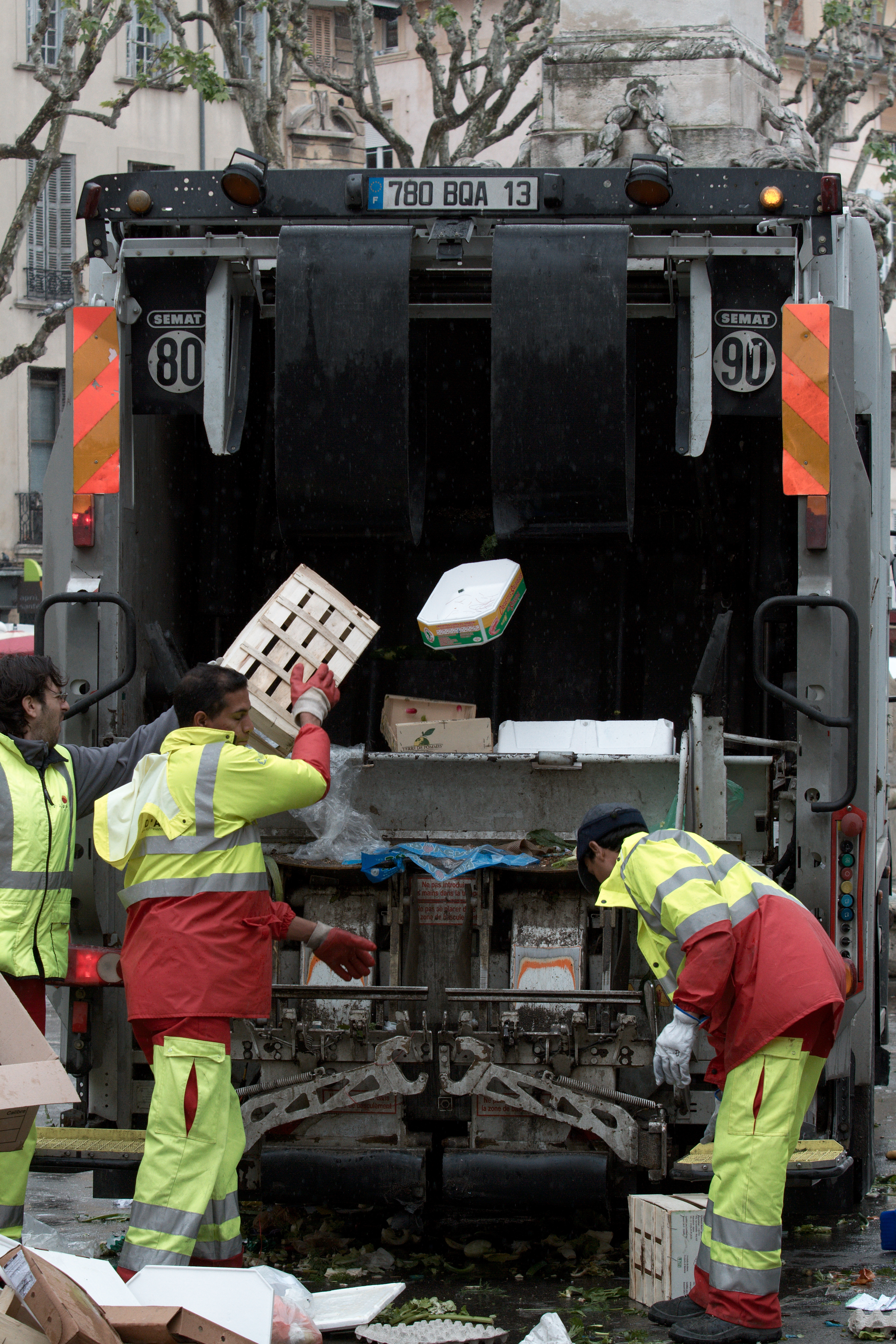
Netturbini in servizio a Aix-en-Provence.

Il netturbino, noto anche come spazzino o operatore ecologico, è un lavoratore manuale impiegato nel settore della nettezza urbana.

## Mansioni
Può svolgere compiti diversi, che vanno dalla pulizia delle strade a mano o con mezzi meccanici appositi, alla pulizia di edifici, a quella della raccolta dei rifiuti solidi urbani e della differenziata fatta con i camion che raccolgono il contenuto dei cassonetti o con il porta a porta dei bidoni più piccoli. 
Spesso viene richiesto all'operatore di guidare il camion se in possesso della patente che abilita alla guida dello stesso.
Caratteristica della professione è lo svolgimento in orari alternativi a quelli della vita diurna: per poter svolgere il lavoro in modo più efficiente, viene spesso compiuto di sera tardi o al mattino presto.
Considerato da sempre un lavoro umile, un tempo aveva una connotazione negativa per il contatto diretto dell'operatore con i rifiuti. Si ricorda l'aneddoto di Totò in 'A livella, a proposito del Marchese e del netturbino. L'automatizzazione del processo di raccolta dei rifiuti permette oggi di svolgere il lavoro con una maggiore garanzia d'igiene.